# Anhidridă acetică
Anhidrida acetică, sau anhidridă etanoică, e compusul chimic cu formula (CH3CO)2O. Des abreviată Ac2O, e cea mai simplă anhidridă acidă izolabilă, fiind un reactiv des folosit în sinteza organică. Este un lichid incolor care miroase puternic a acid acetic, format de reacția sa cu umiditatea din aer.

## Obținere
Anhidrida acetică este produsă în general prin carbonilarea acetatului de metil.  De asemenea, se mai obține în laborator prin deshidratarea acidului corespunzător, care este acidul acetic. Agentul deshidratant folosit este pentoxidul de fosfor:
2 CH3COOH  +  P4O10 →  CH3C(O)OC(O)CH3  +  "(HO)2P4O9"